# Ceraclea celata
Ceraclea celata är en nattsländeart som beskrevs av Yang och Morse 2000. Ceraclea celata ingår i släktet Ceraclea och familjen långhornssländor. Inga underarter finns listade i Catalogue of Life.